# Sorg (Speichersdorf)
Sorg ist ein Gemeindeteil der Gemeinde Speichersdorf im Landkreis Bayreuth (Oberfranken, Bayern). Sorg liegt teils in der Gemarkung Plössen, teils in der Gemarkung Ramlesreuth.

## Lage
Zu der ehemaligen Einöde ist im Osten beim Schertelholz eine Neubausiedlung hinzugekommen. Unmittelbar westlich verläuft die Bahnstrecke Nürnberg–Cheb. Eine Gemeindeverbindungsstraße führt nach Ramlesreuth (0,4 km südlich) bzw. nach Selbitz (0,8 km nördlich). Eine weitere Gemeindeverbindungsstraße führt die Bahnstrecke überbrückend an Weiherhut vorbei nach Nairitz zur Kreisstraße BT 20 (1,3 km westlich).

## Geschichte
Von 1791/92 bis 1803 unterstand Sorg dem preußischen Justiz- und Kammeramt Neustadt am Kulm. Am 30. Juni 1803 wurde u. a. Sorg an Pfalzbayern abgetreten.
Mit dem Gemeindeedikt wurde Sorg dem 1808 gebildeten Steuerdistrikt Plössen und der wenig später gebildeten Ruralgemeinde Ramlesreuth zugewiesen. Im Zuge der Gebietsreform in Bayern wurde Sorg  am 1. Januar 1972 nach Speichersdorf eingemeindet.